# Том Кейн (тенісист)
Том Кейн (англ. Tom Cain; нар. 11 жовтня 1958) — колишній американський тенісист.
Найвищу одиночну позицію світового рейтингу — 106 місце досяг 3 січня, 1983 року.
Здобув 1 парний титул.
Найвищим досягненням на турнірах Великого шолома було 2 коло в одиночному розряді.
Завершив кар'єру 1986 року.

## Фінали Гран-прі за кар'єру

### Парний розряд: 1 (1–0)
| Результат | В-П | Рік      | Турнір           | Покриття | Партнер     | Суперники                         | Рахунок  |
| --------- | --- | -------- | ---------------- | -------- | ----------- | --------------------------------- | -------- |
| Перемога  | 1–0 | Лип 1983 | Саут-Орандж, США | Ґрунт    | Фріц Бунінг | Джон Ллойд Дік Стоктон (тенісист) | 6–2, 7–5 |

## Титули на челленджерах

### Одиночний розряд: (1)
| Ранг | Рік  | Турнір                      | Покриття | Суперник         | Рахунок  |
| ---- | ---- | --------------------------- | -------- | ---------------- | -------- |
| 1.   | 1982 | Тіґасакі (Канаґава), Японія | Ґрунт    | Генрік Сундстрем | 6–4, 6–3 |